# W.E.T. Automotive Systems
Die  W.E.T. Automotive Systems AG ist ein Unternehmen mit Sitz im bayerischen Odelzhausen und stellt Fahrzeugsitzheizungssysteme her. Der Konzern erwirtschaftete im Geschäftsjahr 2012 (2011) einen Umsatz von 335 (270) Mio. Euro. Das Unternehmen ist seit Juli 2018 eine 100-prozentige Tochtergesellschaft von Gentherm.

## Geschichte
Gegründet wurde W.E.T. 1968 in München als „Wärme- und Hygienetechnik B. Ruthenberg GmbH“. Die Produktion der Autositzheizungen begann 1973. 1992 wurden der Firmensitz und die Konzernzentrale nach Odelzhausen verlegt.
Der Umfirmierung zur W.E.T. Automotive Systems AG im Jahr 1998 folgte im gleichen Jahr der Börsengang, damals im Segment Neuer Markt. 2003 übernahm die HgCapital, eine Private-Equity-Gesellschaft, das Unternehmen. 2005 wurde die SeaTex AG von W.E.T. übernommen sowie die W.E.T. Special Products GmbH gegründet.
Seit 2011 ist Gentherm Inc. (früher Amerigon) an der W.E.T. AG beteiligt. Im Juni 2013 betrug der Anteil von Gentherm über 95 % und es begann das Squeeze-out-Verfahren zur Abfindung der Minderheitsaktionäre. Mit Beschluss des Oberlandesgerichts München vom 30. Juli 2018 wurden die Beschwerden gegen den Squeeze-out rechtskräftig zurückgewiesen und alle übrigen Aktionäre endgültig mit 95,53 Euro je Aktie abgefunden.

## Produkte
- Automobilkabeltechnologie
- Industrieheizelemente
- Klimasitzauflagen
- Lenkradheizungssysteme
- Sitzbezüge und Dekorteile für den Fahrzeuginnenraum
- Sitzheizungssysteme für Erstausrüstung und Nachrüstung
- Sitzklimasysteme für Erstausrüstung und Nachrüstung
- Temperaturkontroller